# جواز سفر قبرصي
يتم إصدار جواز السفر القبرصي لمواطني قبرص لغرض السفر الدولي. يعدّ كل مواطن قبرصي مواطن في الاتحاد الأوروبي. جواز السفر بالإضافة إلى بطاقة الهوية الوطنية يسمح لحقوق حرية التنقل والإقامة في أي من دولة من دول الاتحاد الأوروبي والمنطقة الاقتصادية الأوروبية.

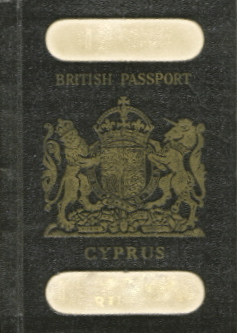
جواز سفر قبرص البريطانية (ما قبل 1960)

ألغي جواز السفر لـ 26 فردًا في عام 2019 للمرة الأولى بعد تحقيق أجرته رويترز حول برنامج المواطنة عن طريق الاستثمار، حيث يمنح الأفراد الأجانب الجنسية بعد استثمار ما قيمته مليوني يورو في العقارات في قبرص. في الوقت نفسه فتح وزير الداخلية كونستانتينوس بيتريدس تحقيقًا رسميًا لجميع المستثمرين الذين مُنحوا الجنسية القبرصية قبل عام 2018.
صدرت جوازات السفر الإلكترونية منذ 13 ديسمبر 2010 وتتضمن نصوصًا بجميع اللغات الرسمية للاتحاد الأوروبي. وهو يحمل شريحة تحتوي على بيانات إلكترونية مثل بصمات الأصابع وصورة إلكترونية وتوقيع رقمي. في الداخل على صفحات مختلفة توجد صور لتمثال الإلهة أفروديت المعروض في المتحف القبرصي.

## اللغة
على الرغم من استمرار نزاع قبرص بسبب الغزو التركي عام 1974، تحتوي جميع جوازات السفر القبرصية على نصوص باللغات التركية واليونانية والإنجليزية، حيث أن اليونانية والتركية هما اللغتان الرسميتان لجمهورية قبرص (وفقًا للمادة 3، الفقرة 1 من دستور قبرص). يجوز للقبارصة الأتراك الحصول على جوازات سفر وبطاقات هوية قبرصية إذا تمكنوا من إثبات النسب من أحد مواطني جمهورية قبرص. لا يحق للمستوطنين الأتراك في الجزء الشمالي من قبرص الحصول على الجنسية القبرصية.

## متطلبات التأشيرة

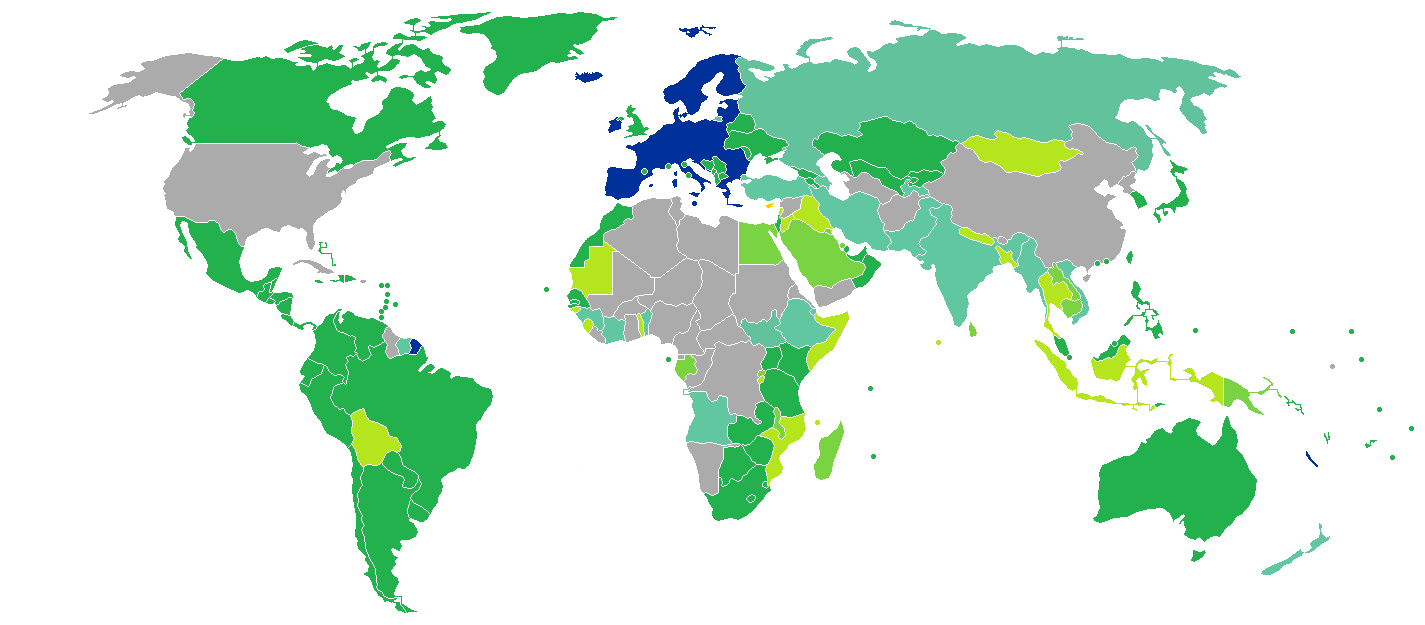
البلدان والأقاليم التي لا تفرض تأشيرة أو تطلب تأشيرة دخول عند الوصول للجهة، لحاملي جوازات السفر القبرصية العادية.

اعتبارًا من 5 أكتوبر 2021 كان المواطنون القبارصة يتمتعون بدخول 176 دولة وإقليم بدون تأشيرة أو تأشيرة عند الوصول، مما جعل جواز السفر القبرصي يحتل المرتبة 15 من حيث حرية السفر وفقًا مؤشر هينلي لجوازات السفر.